# Nguyễn Phúc Hồng Phi
Nguyễn Phúc Hồng Phi (chữ Hán: 阮福洪伾; 12 tháng 2 năm 1835 – 19 tháng 4 năm 1863), tước phong Vĩnh Quốc công (永國公), là một hoàng tử con vua Thiệu Trị nhà Nguyễn trong lịch sử Việt Nam.

## Tiểu sử
Hoàng tử Hồng Phi sinh ngày 15 tháng 1 (âm lịch) năm Ất Mùi (1835), là con trai thứ 7 của vua Thiệu Trị, mẹ là Tài nhân Nguyễn Văn Thị Phương (không rõ lai lịch). Khi còn là hoàng tử, ông là người có học hạnh.
Năm Tự Đức thứ 3 (1850), vua anh phong cho ông làm Anh Sơn Quận công (英山郡公).
Năm Tự Đức thứ 16 (1863), Quý Hợi, ngày 2 tháng 3 (âm lịch), quận công Hồng Phi mất, hưởng dương 29 tuổi, được táng ở gần phía bắc chân núi Ngự Bình (thuộc phường An Cựu). Ông được truy tặng làm Vĩnh Quốc công (永國公), thụy là Lương Mẫn (良敏).
Quốc công Hồng Phi được ban cho bộ chữ Phiến (片) để đặt tên cho các con cháu trong phòng, nhưng ông lại không có con thừa tự. Năm 1885, dưới triều vua Đồng Khánh, ông được hợp thờ ở đền Thân Huân.